# Rewolwer Manurhin MR73
Rewolwer Manurhin MR73 – francuski 9 mm rewolwer.
Rewolwer został wyprodukowany przez firmę Manurhin i dostosowany do 0,357  calowego naboju Magnum. Produkowany był również w wersji przystosowanej do 0,38 calowego naboju Special oraz 9 x 19 mm naboju Parabellum. Używany przez policję francuską i wytwarzany w trzech wersjach o różnych długościach luf. Po zmianie bębenka możliwe jest strzelanie 9 mm nabojami. Istnieje także odmiana broni oznaczona Manurhin MR73 LR (Long Range) o zwiększonym zasięgu i przystosowana do 0,357 calowego naboju Magnum, a wytwarzana z dwoma długościami luf.